# Секретаревка
Секретаревка (укр. Секретарівка), село, 
Ивановский Второй сельский совет,
Барвенковский район,
Харьковская область.
Решением исполнительного комитета Харьковского областного Совета от 17 ноября 1986 года село Секретаревка снято с учета.

## Географическое положение
Село Секретаревка находится левом берегу реки Берека.
Выше по течению на расстоянии в 2,5 км расположено село Дмитровка,
ниже по течению на расстоянии в 1 км расположено село Марьевка,
на противоположном берегу — село Украинка.

## История
- ? — село ликвидировано.